# Launchpad (macOS)
Launchpad è un'applicazione d'avvio sviluppata dalla Apple Inc. e annunciata in contemporanea con OS X Lion. Ogni icona rappresenta un'applicazione nel Launchpad e l'utente è in grado di avviare un'applicazione attraverso un solo click. La GUI a schermo intero del Launchpad offre un modo alternativo di avviare un'applicazione in macOS, in confronto al Dock, al Finder o alla ricerca Spotlight.

## Utilizzo
Per usare Launchpad si può agire in tre modi: cliccando sull'apposita icona sul Dock, premendo il tasto F4 (solo sugli ultimi MacBook) o eseguendo. Tutte le applicazioni installate sul computer sono mostrate automaticamente, incluse le applicazioni scaricate dal Mac App Store.

## Caratteristiche
Il Launchpad è progettato per somigliare alla schermata iniziale presente in iOS, ovvero SpringBoard.
Inizialmente, la schermata del Launchpad è riempita dai programmi installati di default in macOS. L'utente può aggiungere le icone delle applicazioni nel Launchpad, oltre a rimuoverle, ma in quest'ultimo caso l'applicazione in sé può non esser stata eliminata dal tutto se non è stata scaricata dal Mac App Store. Le applicazioni possono essere raggruppate in alcune cartelle, come in iOS. In Mac OS X Lion, il Launchpad è formato da otto icone per fila, per poi essere diminuito a sette in OS X Mountain Lion.
Da Mac OS X Lion, il tasto funzione F4 è impostato come scorciatoia per accedere al Launchpad. Se attiva, è possibile eseguire una gesture multi-touch composta dal pollice e da tre dita per recarsi nel Launchpad.
La possibilità di cercare tra le applicazioni è stata aggiunta con OS X Mountain Lion.
Con OS X Mavericks, lo sfondo del Launchpad rappresenta lo sfondo della scrivania più sfuocato e lo sfondo delle cartelle viene inscurito.
Con OS X Yosemite, le cartelle del Launchad somigliano sempre di più a quelle di iOS: quadrati smussati e traslucidi con una griglia d'anteprima di 3x3 icone (delle applicazioni contenute al suo interno) quando chiusa, espandendosi in un rettangolo più grandie quando aperta.